# Greenwich Village (film)
Pour l’article homonyme, voir Greenwich Village.
Pour plus de détails, voir Fiche technique et Distribution.
Greenwich Village est un film musical américain réalisé par Walter Lang, sorti en 1944.

## Synopsis

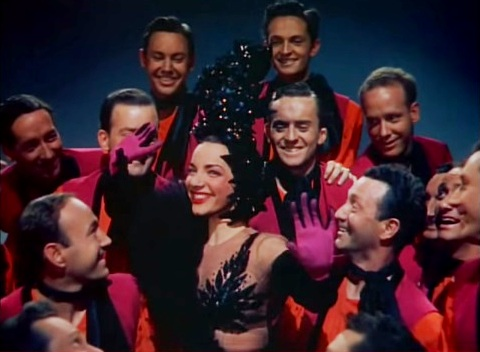
Carmen Miranda dans une scène de film.

En 1922, le compositeur novice Kenneth Harvey (Don Ameche) se installe à Greenwich Village, à New York, où vous voulez intéresser un compositeur célèbre dans son travail. Dans un bar, il rencontre Danny O'Mara (William Bendix) vous voulez faire votre petite amie Bonnie Watson (Vivian Blaine) une étoile d'une comédie musicale. Un autre bar de l'actrice, Princess Querida O'Toole (Carmen Miranda), pense Kenneth est un homme riche quand il tire de sa poche tout l'argent apporté. Kenneth et Bonnie commencent un roman pour Danny désespoir. Un conducteur célèbre est intéressé par le travail de Kenneth, l'intention Estréa il au Carnegie Hall. Kenneth travaille dur dans la pièce qui serait pour le spectacle au bar de Danny, même si Bonnie a déjà écrit la lettre. Une confusion est établie lorsque l'un des musiciens vole le paiement de l'orchestre. En outre, Kenneth arrêté pendant le transport des boissons fournies par la Princesse Querida. Mais les essais se poursuivent et Danny paie Kenneth caution le la soirée d'ouverture de la comédie musicale, avec Bonnie and Honey se présenter. Les confusions sont clarifiées et Bonnie et Kenneth étreignant à la fin du film.

## Fiche technique
- Titre original : Greenwich Village
- Réalisateur : Walter Lang
- Production : William LeBaron
- Société de production et de distribution : Twentieth Century Fox
- Scénario : Earl Baldwin et Walter Bullock d'après une histoire de Frederick Hazlitt Brennan
- Adaptation : Michael Fessier et Ernest Pagano
- Directeur musical : Charles Henderson et Emil Newman
- Musique : David Buttolph, David Raksin et Gene Rose (non crédités)
- Chorégraphie : Seymour Felix
- Directeur de la photographie : Leon Shamroy, Charles G. Clarke (non crédité) et Harry Jackson (non crédité)
- Montage : Robert L. Simpson
- Direction artistique : James Basevi et Joseph C. Wright
- Décors : Thomas Little
- Costumes : Yvonne Wood et Sam Benson
- Pays d'origine :  États-Unis
- Format : Couleurs (Technicolor) - 35 mm - 1,37:1 - Son : Mono (Western Electric Recording)
- Durée : 82 minutes
- Genre : comédie musicale
- Date de sortie :
  - États-Unis : 27 septembre 1944 (New York)

## Distribution
- Carmen Miranda : Princesse Quereda O'Toole
- Don Ameche : Kenneth Harvey
- William Bendix : Danny O'Mara
- Vivian Blaine : Bonnie Watson
- Felix Bressart : Hofer
- B.S. Pully : Brophy
- Emil Rameau : Kavosky
- Judy Holliday (non créditée)
- Bando da Lua : Querida's Musical Ensemble (non crédité)